# Richard Corbett
Richard Graham Corbett, né le 6 janvier 1955 à Southport, est un homme politique britannique, membre du Parti travailliste. Il est député européen de 1996 à 2009 et de 2014 à 2020.

## Biographie
Il passe le baccalauréat international à Genève, où son père était en poste pour l'OMS. Il étudie les sciences politiques, la philosophie et l'économie (programme PPE) au Trinity College de l’université d'Oxford. Il est un député européen britannique du Parti travailliste. Il représente la circonscription Merseyside West de 1996 à 1999 (avant l'introduction du vote proportionnel) puis la région anglaise Yorkshire-et-Humber de 1999 à 2009 et depuis 2014. Il est le député chef du Parti travailliste au Parlement européen et vice-président du Mouvement européen international au Royaume-Uni. Il cesse de siéger à partir du 31 janvier 2020, date à laquelle son pays quitte l'Union européenne.
De janvier 2010 à février 2014, Corbett est conseiller du président du Conseil européen Herman Van Rompuy. À ce poste, et en tant que fréquent auteur et commentateur des Affaires européennes, il est élu le 14 novembre 2012 par un panel de diplomates retraités, de journaliste et d'académiciens comme le 4e britannique le plus influent sur la politique de l'UE, devant le Premier ministre et la vice-présidente de la Commission Catherine Ashton.